# Mohamed Ben Rehaiem
Mohamed Ben Rehaiem také zvaný Hamadi Agrebi (20. března 1951 Sfax – 21. srpna 2020 Sfax) byl tuniský fotbalový záložník. Zemřel 21. srpna 2020 ve věku 69 let na covid-19.

## Klubová kariéra
Hrál v Tunisku za klub CS Sfaxien, nastoupil ve 218 utkáních a dal 74 gólů. S týmem získal v letech 1971, 1978 a 1983 mistrovský titul. V zahraničí působil v An-Nassr FC v Saúdské Arábie a v týmu Al Ajn FC ve Spojených arabských emirátech, s oběma kluby získal mistrovský titul.

## Reprezentační kariéra
Za tuniskou fotbalovou reprezentaci hrál v letech 1972–1980. Byl členem tuniské reprezentace na Mistrovství světa ve fotbale 1978, nastoupil ve 2 utkáních.